# Anastilosis

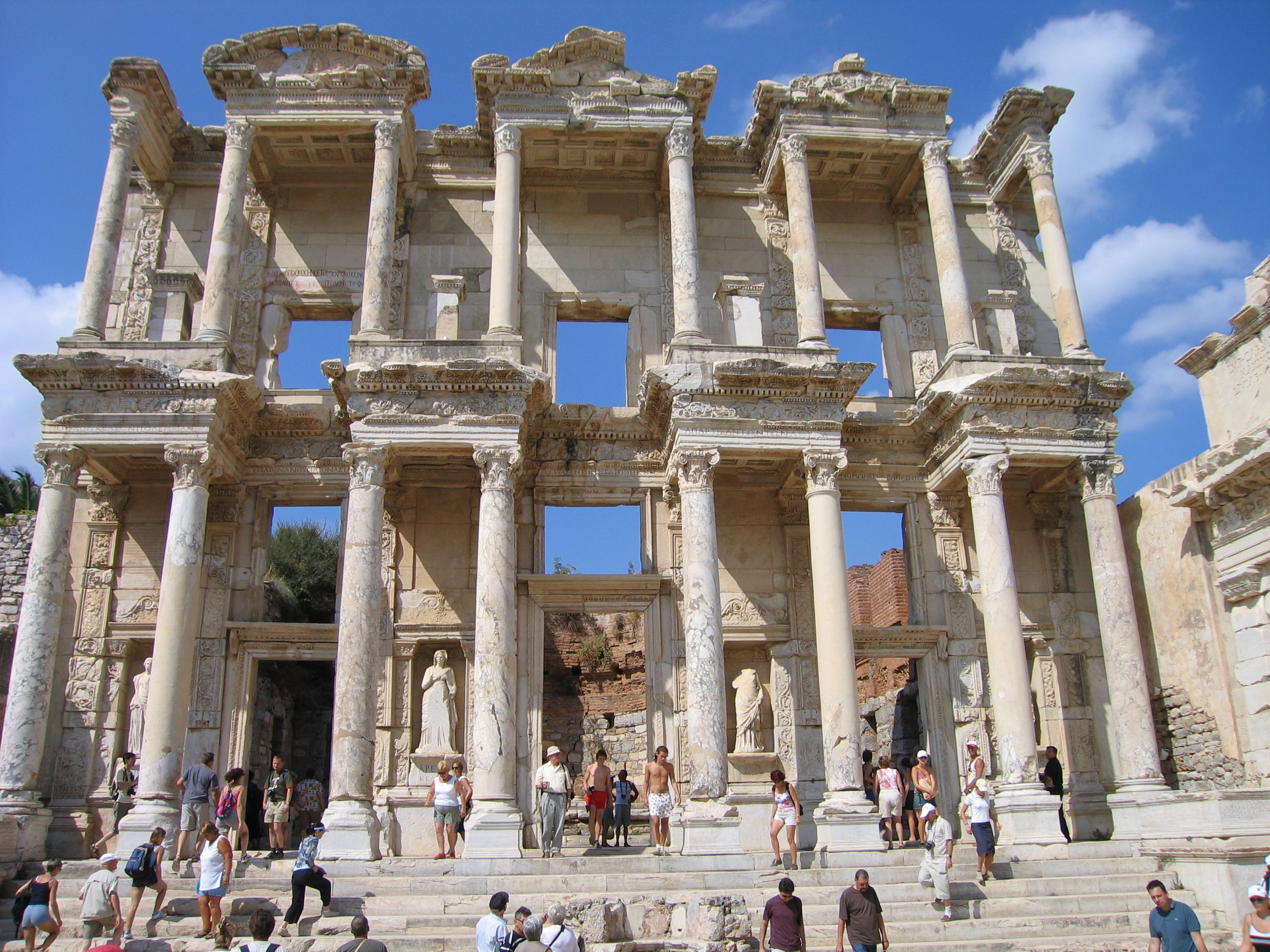
Fassade der Celsus-Bibliothek in Ephesos (Türkei), 1970 bis 1978 in einer Anastilosis wieder errichtet

Anastilosis (griechisch αναστήλωσις, -εως; aus ανα, ana = „wieder“, „zurück“ und στηλόω = „(eine Stele oder ein Gebäude) aufstellen“; häufig auch Anastylose als Herleitung von ο στύλος, stylos = „die Stütze, Säule“) bezeichnet die partielle Wiedererrichtung eines verfallenen antiken Bauwerks unter Verwendung seiner originalen, erhaltenen Bauteile.

## Methode
Ziel der Anastilosis ist es, Baudenkmäler wieder erlebbar zu machen, deren Originalsubstanz zwar in Einzelteilen weitgehend erhalten ist, aber nicht mehr in einem baulichen Zusammenhang steht. Dies kann beispielsweise durch Erdbeben oder andere zerstörerische Ereignisse verursacht worden sein.
Das Mittel ist die Wiederaufrichtung am originalen Platz. Hierfür sind so weit wie möglich die originale Substanz (Steine, Ziegel etc.) des Bauwerkes zu verwenden. In Fällen, wo Bauwerke einsturzgefährdet sind, können sie Stein für Stein abgetragen, die Einzelteile analysiert, nummeriert und katalogisiert und danach wieder aufgebaut werden; mitunter auf einem neuen Fundament. Zusätzliche neue Elemente und Materialien (Beton, Stahlträger u. ä.) werden nur in Ausnahmefällen und dabei möglichst „unsichtbar“ verwendet, also durch Originalteile verdeckt. Statische Gründe, also um die Struktur zu stärken, oder der sonst durch fehlende Werkstücke nicht umsetzbare Wiederaufbau der originalen Teile können dies erforderlich machen. Äußerlich sichtbare ergänzte Teile müssen als solche erkennbar sein.
In der internationalen Charta von Venedig 1964 wurden die Kriterien einer Anastilosis festgelegt. Erstens muss das ursprüngliche Aussehen der wiederaufzurichtenden Teile durch die wissenschaftliche Forschung vollständig und zweifelsfrei eruiert sein. Zweitens muss von jedem Bauteil der ursprüngliche Platz im Bauwerk bekannt sein. Drittens müssen neu ergänzte Bauteile auf das Notwendige beschränkt sein (das heißt: ein neu angefertigtes Bauteil darf nie zuoberst liegen) und als solche erkennbar sein. Rekonstruktionsarbeiten im Sinne einer hypothetischen Ergänzung sind demnach nicht zulässig.

## Beispiele

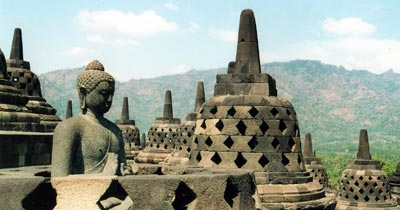
Eines der ersten mit der Methode der Anastilosis wiedererrichteten Bauwerke: der Borobudur auf Java, Indonesien.

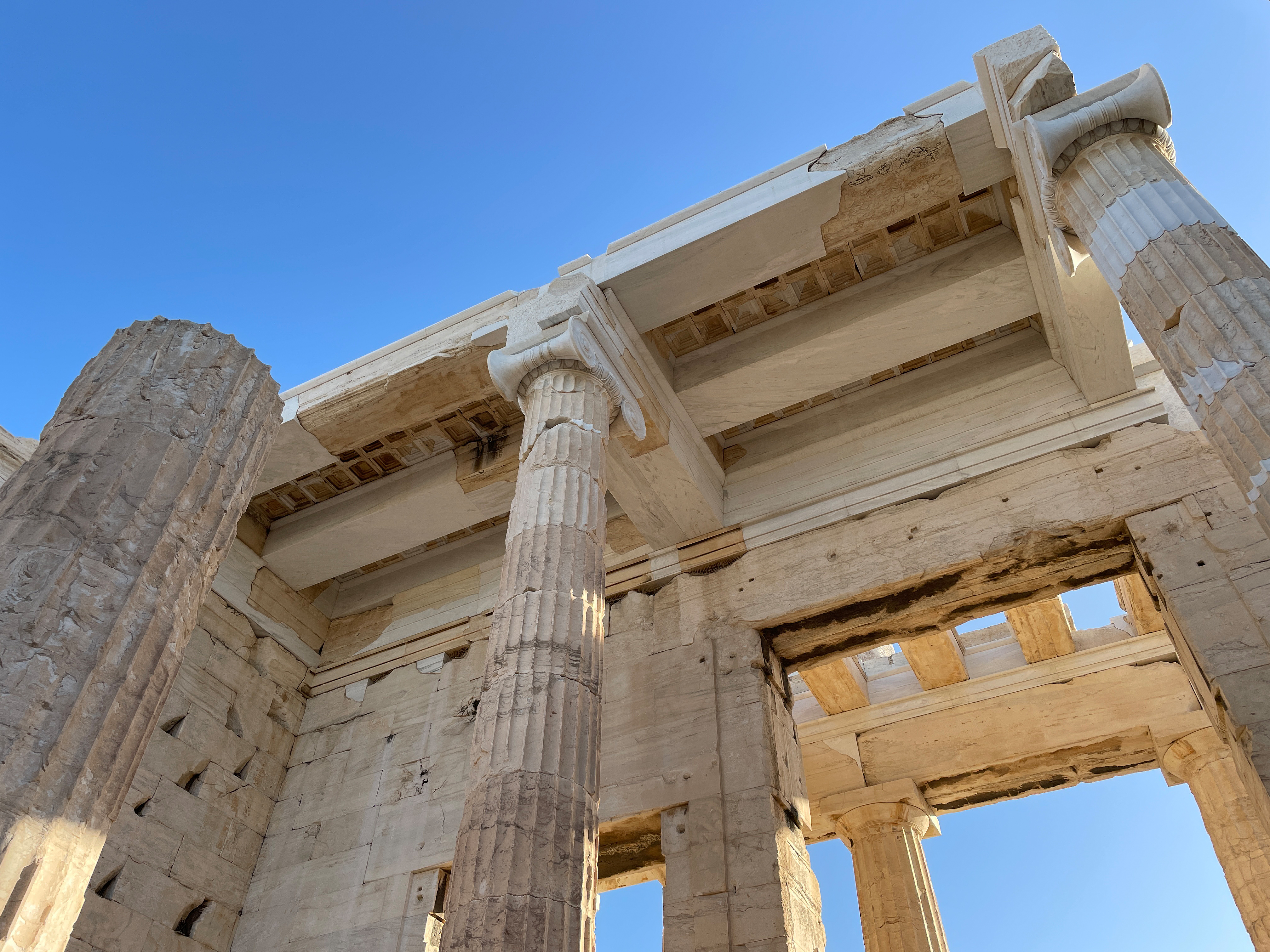
Anastilosis deutlich sichtbar an den ionischen Kapitellen und dem Architrav den Propyläen der Akropolis von Athen.

Als erste Anastilosis wurde bereits 1836 auf der Akropolis in Athen der Niketempel aus seinen Bauteilen wiedererrichtet. Nikolaos Balanos begann ab 1902 mit der Anastilosis weiterer Bauten der Akropolis, darunter das Erechtheion, die Propyläen und die Korrektur der Anastilosis des Niketempels. Seine Arbeiten am Parthenon konnten die Hauptschäden beheben, welche die Explosion des türkischen Pulvermagazines 1687 verursacht hatte. Sein Einsatz von Eisenklammern und -dübeln zur Verbindung der Bauteile führten im Lauf der Zeit allerdings durch Rost zu schweren Schäden am Originalmaterial, so dass diese entfernt und durch Edelmetallklammern ersetzt werden mussten. Durch zahlreiche neu identifizierte Fragmente, bedingt durch Ausgrabungen und neue Techniken, sind die Bauten heute vollständiger als 200 Jahre zuvor.
Niederländische Archäologen wandten die Anastilosis zwischen 1907 und 1911 in der buddhistischen Tempelanlage Borobudur auf Java an. Der französische Archäologe Henri Marchal von der École française d’Extrême-Orient (kurz EFEO) wurde dort von Pieter Vincent van Stein Callenfels in die Methode eingeführt und begann sie ab den 1930ern bei den Restaurierungsarbeiten in Angkor einzusetzen. Der erste dort auf diese Weise wieder aufgebaute Tempel war der Banteay Srei.
Die Methode der Anastilosis wurde im Verlauf des 20. Jahrhunderts stetig weiterentwickelt und fand bei einer Vielzahl von archäologischen Restaurierungen auf der ganzen Welt Verwendung: von der Akropolis in Athen (Griechenland), dem Odeion in Troja (Türkei), dem Trajansheiligtum in Pergamon (Türkei), dem Tempel des Herakles in Agrigent (Italien) bis zu den Tempeln in Petra (Jordanien) und My Son (Vietnam). Teilweise ist der Übergang zur Rekonstruktion fließend, beispielsweise bei den sehr aufwändigen Wiederherstellungen der Zwischenkriegszeit in der damaligen Kolonie Libyen durch italienische Archäologen, beim Bühnenhaus des Theaters von Sabratha oder beim Severusbogen in Leptis Magna.
Bei den Buddha-Statuen von Bamiyan in Afghanistan, die im Jahr 2001 von den Taliban gesprengt wurden, wird in Erwägung gezogen, ob sie sich in einer Anastilosis wieder aufstellen lassen. Nach Schätzungen von Archäologen sind etwa 50 % der Trümmerteile wiederverwendbar.